# Scorpion (Mortal Kombat)
Scorpion a Midway Games és a NetherRealm Studios által készített Mortal Kombat verekedős játék franchise egyik karaktere. Élőhalott nindzsa, akit elsősorban az határoz meg, hogy bosszút álljon saját maga, családja és klánja haláláért. Elsődleges fegyvere egy kunai dárda, amellyel az ellenfeleket szigonyozza.
Az 1992-es eredeti játékban debütáló Scorpion a Mortal Kombat 3 (1995) kivételével minden fő részben feltűnt. A karakter háttértörténete szerint Hanzo Hasashi (japánul: 波佐志 半蔵), a fiktív Shirai Ryu klán harcosa, akit a rivális Lin Kuei klán Bi-Hanja ölt meg. A későbbi játékokban kiderül, hogy családját és klánját a varázsló Quan Chi gyilkolta meg, így ő lesz Scorpion elsődleges célpontja. A legtöbb játékban a semleges szereplőként ábrázolt Scorpion általában lemond a franchise fő konfliktusairól, hogy személyes küldetéseit teljesítse, ami néha azt eredményezi, hogy a célját segítő oldalra áll. Egyszerre riválisa és szövetségese Kuai Liangnak, a franchise egyik főszereplőjének, Sub-Zerónak. 
Scorpionról a kritikusok a debütálása óta elismerően nyilatkoznak, és a játékokon kívül is gyakran megjelenik a médiában. Őt tartják a Mortal Kombat legikonikusabb harcosának; a sorozat társalkotója, Ed Boon a kedvenc karaktereként említi.

## Megjelenése és karakterháttére
A Mortal Kombat (1992) című játékban kiderül; Mortal Kombat-bajnokságot rendeznek, hogy eldöntsék, az idősebb istenek megengedik-e a külvilág erőinek, hogy megszállják és meghódítsák a földi birodalmat. A játék a tizedik és egyben utolsó versenyen játszódik, amelynek házigazdája az alakváltó varázsló Shang Tsung, aki Shao Kahn külvilági császár szolgája. Az eredeti játékban Scorpion utalt arra, hogy Sub-Zero ellenséges Sub-Zeróval szemben, mivel ellentétes harcos klánjaik rivalizálnak egymással (Scorpion japán klánja nincs megnevezve, míg a játék Sub-Zero kínai klánját "Lin Kuei"-nek nevezi). Scorpion történetének végén kiderül, hogy valójában élőhalott kísértet, akit harcosként Sub-Zero ölt meg.
A 2005-ös Mortal Kombat: Shaolin Monks című beat'em up spin-offban, amely a Mortal Kombat II eseményei alatt játszódik, Scorpion főellenségként szerepel, aki megpróbálja megölni a játék játszható főszereplőit, Liu Kangot és Kung Laót.
A Mortal Kombat: Armageddon (2006) Konquest módjában Scorpion alkut köt az idősebb istenekkel, felajánlva, hogy szolgálja őket, cserébe a Shirai Ryu, valamint felesége és fia feltámasztásáért. Scorpion klánja és családja feltámad, de csak élőhalott lényekként. Scorpion feldühödve megpróbálja elpusztítani az idősebb istenek esélyét az Armageddon megakadályozására az elementális Blaze hatalmának elvételével, de az édeni félisten Taven legyőzi őt. Scorpiont később Sub-Zero öli meg a sorozat szereplői közötti battle royalban.
A 2008-as Mortal Kombat vs. DC Universe című crossoverben is feltűnik, ahol részt vesz a két címadó franchise közötti háborúban. A befejezésben Dark Kahn esszenciája gazdatestet talál Scorpion testében, így ő lesz az univerzum legerősebb lénye.

## Film és televízió
Scorpiont Chris Casamassa játszotta a Mortal Kombat (1995) című filmben. A cselekmény szerint ő és Sub-Zero rabszolgaként szolgálnak Shang Tsung parancsnoksága alatt. Johnny Cage öli meg a Mortal Kombat tornán. Scorpion dárdája egy élő kígyószerű lény, amelyet a tenyerén lévő nyílásból lő ki, és korlátozott hatótávolsággal rendelkezik. A film folytatásában, a Mortal Kombat 2. – A második menetben (1997), Scorpion (J.J. Perry alakította) ismét egy felsőbb hatalomnak dolgozik, ezúttal Shao Kahnnak. A fiatalabb Sub-Zero beavatkozása miatt Kahn likvidáló csapata sikertelen merényletet követtek el Liu Kang és Kitana ellen. Miután Scorpion párbajozik Sub-Zeróval és harcképtelenné teszi, elrabolja Kitanát és egy portálon keresztül megszökik.
Az 1995-ös Mortal Kombat: The Journey Begins című animációs filmben Scorpion ismét Shang Tsung csatlósaként jelenik meg Sub-Zeróval szemben, és múltbeli kapcsolatukat a film során egy narrált, számítógépes animációs harcjelenetben tárják fel.
Scorpion egy epizódban szerepelt az 1996-os Mortal Kombat: Defenders of the Realm animációs sorozatban. A Sub-Zeróval való rivalizálását csak érintőlegesen tárják fel, mivel soha nem történik kifejezett említés arról, hogy Sub-Zero megölte volna őt. Scorpion ehelyett a gonosz független entitásaként szolgál, a dárdáját egy zöld kígyószerű fejként ábrázolták, amely egy láncdarabhoz van erősítve.
Az 1998-as Mortal Kombat: Conquest című sorozatban Scorpion (Chris Casamassa) megparancsolja szerelmének, Peronnak, hogy ölje meg Sub-Zero húgát, Sub-Zero pedig megtorlásképpen megöli Peront, ami egy párbajban csúcsosodik ki, mely a sorozat főszereplői, Kung Lao, Siro és Taja megérkezése miatt patthelyzettel végződik.
A 2010-es Mortal Kombat: Rebirth élőszereplős rövidfilmben Kevin Tancharoen rendezésében Scorpiont (Ian Anthony Dale) az igazi nevén szólítják; egy önkéntes fogoly, akit Deacon City rendőrkapitánya, Jackson Briggs hallgat ki egy Shang Tsung által rendezett földalatti tornáról.
Dale újra eljátszotta a szerepet Tancharoen Mortal Kombat: Legacy című websorozatában. Története a feudális Japánban játszódik – a Shirai Ryu vezetője és családapa, Hasashi, aki fiatal fiát, Jubeit képzi ki a harcra. Hanzót később egy találkozóra hívják a sógunnal, amelyről kiderül, hogy a rivális Lin Kuei klánbeli Bi-Han (Sub-Zero) cselszövése. Miután legyőzte Sub-Zerót a csatában, visszatér falujába, ahol a családját meggyilkolva találja, majd őt magát is megöli Sub-Zero hátulról. Quan Chi kísértetként feltámasztja Scorpiont, és a szolgálataiért cserébe bosszút ígér neki Sub-Zero ellen. Scorpion, a családja és Sub-Zero dialógusai japánul, angol feliratokkal látható. A 2013-as második évadban egy visszatekintésből kiderül, hogy Hanzo és Bi-Han gyerekkori barátok voltak, de a klánok kölcsönös megvetése miatt eltávolodtak egymástól. Két évtizeddel később mindkét klán tett némi erőfeszítést a megbékélés érdekében, de Hasashi találkozik Bi-Han öccsével, Kuai Lianggal, aki harcot provokál, azonban Hanzo a képernyőn kívül megöli. Hanzo és Bi-Han megpróbálják fenntartani a klánjaik közötti fegyverszünetet úgy, hogy a Shirai Ryu ellen ne legyen következménye Kuai halálának, de az első évad eseményei után a feltámadt Hanzo (most már Scorpion) tévesen meg van győződve arról, hogy Bi-Han bűnös a családja és a klánja halálában. A jelenben Bi-Han és Scorpion harcolnak a Mortal Kombat versenyen, és Scorpion megöli Bi-Hant.
Szanada Hirojuki alakítja Scorpiont a Mortal Kombat reboot filmben (2021). Miután feleségét, legidősebb gyermekét és klánját meggyilkolták a Lin Kuei klán és vezetőjük, Bi-Han, Hanzo Hasashi bosszút akar állni. A bosszúra esküdött és számos Lin Kuei bérgyilkos megölése után Bi-Han őt is megöli. A Netherrealmba száműzött bosszúszomjas kísértet Hasashi évszázadokkal később Scorpionként tér vissza, hogy megküzdjön Bi-Hannal, immár Sub-Zeróként, Cole Young, Hasashi túlélő gyermekének leszármazottja mellett. Sanada nem ismerte a Mortal Kombat-franchise-t a film fejlesztése előtt, de utánanézett a karakternek, akit "nagyon ízléses szereplőnek nevezett egy színész számára: családos emberből lett harci gép".

## Fordítás
- Ez a szócikk részben vagy egészben  a   Scorpion (Mortal Kombat) című angol Wikipédia-szócikk fordításán alapul.  Az eredeti cikk szerkesztőit annak laptörténete sorolja fel. Ez a jelzés csupán a megfogalmazás eredetét és a szerzői jogokat jelzi, nem szolgál a cikkben szereplő információk forrásmegjelöléseként.